# Volksbank Bad Salzuflen
Die Volksbank Bad Salzuflen eG ist eine deutsche Genossenschaftsbank mit Sitz im Stadtteil Schötmar in der nordrhein-westfälischen Stadt Bad Salzuflen im Kreis Lippe.

## Geschichte
Am 1. Februar 1903 eröffnete die Bank des Schötmarer Vorschussvereins ihre Geschäfte. Im Sinne des Genossenschaftsgedankens von Hermann Schulze-Delitzsch waren die Mitglieder der Vorschussvereine sowohl Kunden als auch Träger des Bankgeschäfts. Gemeinschaftlich haftete man und teilte auch den Gewinn. Zu den Kunden zählten vornehmlich Handwerker und Gewerbetreibende.
Im Jahr 1957 eröffnete die Bank die erste Zweigstelle in Bad Salzuflen. 1973 verfügte die Bank bereits über 8 Zweigstellen. Im Zuge des 75-jährigen Bestehens 1978 erfolgte die Umfirmierung von „Volksbank Schötmar eG“ in die heutige Firmierung „Volksbank Bad Salzuflen eG“. Im Jahr 1983 bezog die Hauptgeschäftsstelle ihr neues Domizil gegenüber des Marktplatzes im Stadtteil Schötmar.
Letztmals im Jahr 2008 fusionierte die Volksbank Bad Salzuflen eG mit der Volksbank Nordlippe eG mit dem Sitz in Extertal. Die Volksbank Nordlippe eG entstand im Jahr 1989 aus der Fusion der Volksbank Barntrup eG mit dem Sitz in Barntrup mit der Volksbank Kalletal eG mit dem Sitz in Kalletal und der Volksbank Extertal eG. Diese wiederum fusionierte im Jahr 1972 als damalige Spar- und Darlehnskasse eGmbH Almena mit dem Sitz in Almena mit der Volksbank für Nordlippe eGmbH mit dem Sitz in Bösingfeld.

## Rechtsverhältnisse
Die Volksbank Bad Salzuflen eG ist im Genossenschaftsregister beim Amtsgericht Lemgo unter GnR 114 eingetragen.

## Organisationsstruktur
Rechtsgrundlagen sind das Genossenschaftsgesetz und die durch die Vertreterversammlung beschlossene Satzung. Organe der Bank sind der Vorstand, der Aufsichtsrat und die Vertreterversammlung.

## Sicherungseinrichtung
Die Volksbank Bad Salzuflen eG ist der amtlich anerkannten Sicherungseinrichtung des Bundesverbandes der Deutschen Volksbanken und Raiffeisenbanken GmbH und der zusätzlichen freiwilligen Sicherungseinrichtung des Bundesverbandes der Deutschen Volksbanken und Raiffeisenbanken e.V. angeschlossen. Sie gehört dem Bundesverband der Deutschen Volksbanken und Raiffeisenbanken (BVR) an.

## Geschäftsausrichtung
Die Volksbank Bad Salzuflen eG betreibt das Universalbankgeschäft. Sie ist ein Allfinanzinstitut und arbeitet mit der Genossenschaftlichen FinanzGruppe Volksbanken Raiffeisenbanken zusammen. Im Verbundgeschäft arbeitet sie mit der DZ Bank, R+V Versicherung, Bausparkasse Schwäbisch Hall, Teambank, VR Smart Finanz, DZ Hyp und der Union Investment zusammen.

## Geschäftsgebiet
Das Geschäftsgebiet liegt im Norden des Kreises Lippe.
An diesen Orten betreibt die Bank Filialen:
- Schötmar (Hauptstelle, jur. Sitz)
- Bad Salzuflen (Geschäftsstelle)
- Werl-Aspe (Geschäftsstelle)
- Barntrup (Geschäftsstelle)
- Langenholzhausen (Geschäftsstelle)
- Leopoldshöhe (Geschäftsstelle)
- Bösingfeld (Geschäftsstelle)
- Hohenhausen (Geschäftsstelle)
- Almena (SB-Geschäftsstelle)
- Asemissen (SB-Geschäftsstelle)
- Holzhausen (SB-Geschäftsstelle)
- Kirchheide (SB-Geschäftsstelle)
- Wüsten (SB-Geschäftsstelle)